# RC Strasbourg Alsace
Racing Club de Strasbourg Alsace is een Franse voetbalclub uit Straatsburg.

## Geschiedenis
Er werd al sinds 1890 gevoetbald in Straatsburg. De eerste club was Straßburger Fußball Club, het huidige AS Strasbourg. In deze tijd was Straatsburg nog de hoofdstad van het Reichsland Elzas-Lotharingen. In 1906 kocht een groep jongens uit de wijk Neudorf in Straatsburg hun eerste leren voetbal. Met de hulp van een leraar van hun school vormden ze een team, dat ze Fußball Club Neudorf doopten. De eerste wedstrijd was tegen buur FC Germania. De club werd helemaal onder de voet gelopen en gaf na de eerste helft bij een 7-0 stand op. Twee weken later speelden beide clubs opnieuw tegen elkaar en deze keer werd het slechts 2-0 voor Germania.
Zonder geld en veel ervaring deden de jongeren beroep op volwassenen om structuur in hun club te brengen. De resultaten bleven echter tegenvallen en in 1909 verloor de club met 10-0 van FC Sélestat, waarbij wel 9 Engelsen speelden. In 1909/10 nam de club deel aan het kampioenschap van Zuid-Duitsland in de derde en laagste klasse. Na drie jaar vriendschappelijke wedstrijden speelde de club voor het eerst competitievoetbal. De resultaten werden nu ook beter en in 1911 gaf de club een naburige club uit Erstein een pak slaag (28-0), waarvan 18 goals van F. Schmalbach. Na drie seizoenen werd de club kampioen en promoveerde naar de tweede afdeling.
Vanaf 1914 verhuisde de club naar het terrein van de Haemmerlé-tuin, dat ze voor 300 Duitse mark per jaar huurden. Op dit terrein zou later het Stade de la Meinau worden gebouwd. Aan het einde van het seizoen slaagde de club erin te promoveren naar de eerste klasse. Maar dan stak de Eerste Wereldoorlog een stokje voor de groei van de club.

### Het ontstaan van “Racing”
Na de oorlog viel Elzas-Lotharingen in Franse handen en werd de naam Straßburg verfranst in Strasbourg en FC Neudorf werd nu RC Strasbourg Neudor, en kort daarna Racing Club de Strasbourg. De eerste tribunes, nog van hout, werden in 1921 gebouwd, en binnen vijf jaar had Racing zijn eerste titel binnen: Kampioenen van de Elzas.
Op 10 juni 1933, werd Racing in het “Restaurant de la Bourse”, na een Algemene Vergadering toegevoegd aan de professionele Ligue 2. Enkele maanden later promoveerden ze al naar de Ligue 1, na uit- en thuiswedstrijden tegen FC Mulhouse (0-0 en 3-1)en AS Saint-Étienne (2-0 en 4-4).
Racing klom onmiddellijk op tot de top van de ranglijst, met een 2e plaats in 1934/1935, een 3e plaats in 1935/1936, een 6e plaats in 1936/1937, en een 7e plaats in 1937/1938. Ook na de Tweede Wereldoorlog waarin de club als Rasen SC Straßburg in de Gauliga Elsaß speelde waarin het driemaal vicekampioen werd, bleef de club uit de Elzas in de hoogste divisie. Maar in het seizoen 1948/1949 leek het mis te gaan. Racing draaide een slecht seizoen, en zou degraderen uit de Ligue 1. Maar ze hadden geluk omdat de door financiële problemen geplaagde club SR Colmar gedwongen was te stoppen met het professionele team, waardoor Racing toch in de hoogste divisie kon blijven.

### De eerste titel
Het seizoen 1951/52 was het slechtste seizoen in de clubhistorie, en het was ook geen verrassing dat Racing degradeerde naar de Ligue 2. Toch wist de club door te slaan tot de finale van de Coupe de France, waar ze US Valenciennes met 3-0 afdroogden, en zo hun eerste grote titel binnenhaalden.
De volgende jaren wisselde Racing constant tussen de eerste en de tweede divisie, met een bekerwinst in 1971 als enige hoogtepunt.

### De beste jaren
Na het seizoen van 1976/1977 promoveerde Racing weer naar de Ligue 1. Ze eindigden het daaropvolgende jaar op de 3e plaats in de ranglijst en werden steeds sterker. In 1978/1979 eindigden ze bovenaan in de Ligue 1, en wonnen daarmee hun eerste en tot dusver enige titel. In dat jaar maakte Arsène Wenger deel uit van het kampioenenelftal.
Dat jaar behaalden ze 56 punten, met een doelsaldo van 63 voor en 28 tegen. Ze hadden de beste verdediging uit de competitie en waren thuis onverslaanbaar. Racing kwalificeerde zich het volgende seizoen voor de Europacup 1, waar ze eerst het Noorse Start Kristiansand en het Tsjecho-Slowaakse ASVS Dukla Praha uitschakelden en waar ze zelf vervolgens werden uitgeschakeld door Ajax in de kwartfinales in maart 1980 (0-0 en 4-0, doelpunten Dick Schoenaker, Frank Arnesen, Søren Lerby en Tscheu La Ling). Trainer in 1979/1980 bij Strasbourg was Gilbert Gress, die in 1987 René van der Gijp onder zijn hoede had bij Xamax Neuchatel in Zwitserland. Van der Gijp noemde hem grappend Gilbert Stress. Gilbert Gress was 3 maal trainer bij RC Strasbourg: 1977-1980, 1991-1994 en 2009.
De successen voor Racing hielden niet aan, en ze draaiden enkele slechte seizoenen in de jaren tachtig, met een degradatie naar de Ligue 2 in 1986 tot gevolg.
Nadat Stade Rennes in 1991 met 4-1 werd verslagen, keerde Strasbourg terug in de hoogste divisie. In 1995 Strasbourg verloor het weliswaar de cupfinale met 1-0, maar was het toch gekwalificeerd voor de Europacup 1. Ze reikten tot de achtste finales, waar ze geen partij waren voor het Italiaanse AC Milan.
Twee jaar later verbond de IMG Group zijn naam aan de club, en zorgde met financiële steun voor een nieuwe wending. Jacky Duguépéroux, de aanvoerder van de Franse kampioenen van 1979, werd aangenomen als trainer, en zorgde ervoor dat Racing de beker won van Girondins de Bordeaux.
Ook in de UEFA Cup ging het van een leien dakje. Strasbourg versloeg onder andere Glasgow Rangers en Liverpool FC, maar ze legden het af tegen Internazionale. Hoewel thuis met 2-0 werd gewonnen, ging de uitwedstrijd met 3-0 verloren.
Ook in 2001 werd de beker veroverd, en wist de club weer te promoveren naar de Ligue 1.
In het seizoen 2002/03, met een 13e plaats heel redelijk verlopen, vertrok de IMG Group en kwam er een nieuwe groep, onder leiding van de ambitieuze Egon Gindorf. Zij stelden tot doel dat Strasbourg meer stabiliteit kreeg, en dat ze meer steun kregen van de achterban, waarmee de connectie enigszins was weggevallen.
In 2005 won Racing voor de 2e keer de Coupe de Ligue, ditmaal tegen SM Caen in een wedstrijd die met 2-1 eindigde, en ze een plaatsje voor de UEFA Cup opleverde.

### Recente geschiedenis
In het daaropvolgende seizoen degradeerde Strasbourg echter weer naar de Ligue 2. Jean-Pierre Papin nam het roer over van Jacky Duguépéroux, met een 2-jarig contract. In het seizoen 2006/07 wist Strasbourg meteen weer te promoveren naar de Ligue 1. Na één seizoen degradeerde de club weer. Het leek erop alsof Strasbourg opnieuw maar één seizoen afwezig zou zijn uit de hoogste klasse, maar op de laatste speeldag verloor de club van Montpellier en moest de promotie aan deze club laten.
Het seizoen 2009/10 was een absoluut dieptepunt in de geschiedenis van RC Strasbourg. RC Strasbourg degradeerde naar de Championnat National (3de klasse), nadat het voorlaatste werd. Heel het seizoen deed de club mee voor promotie, maar moest uiteindelijk genoegen nemen met een vierde plaats. De financiële problemen staken de kop op en voor het eerst sinds 1933 moest de club zijn profstatus opgeven. Racing ging in gerechtelijke reorganisatie en moest gedwongen degraderen naar de CFA.
Na het seizoen 2012/13 nam Racing Strasbourg-Alsace zijn plaats in het nationale voetbal terug in. Na een 2-3 zege op de laatste speeldag tegen Raon-L'Etape werd de promotie naar Championnat National (3de divisie) afgedwongen. In het eerste seizoen eindigde de club op een degradatieplaats, maar doordat USJA Carquefou zich vrijwillig uit de competitie terugtrok kon de club blijven.
In het seizoen 2015/16 werd Racing Strasbourg-Alsace kampioen in het Championnat National en promoveerde naar de Ligue 2. Aan het einde van het seizoen 2016/17 wist Strasbourg weer terug te keren in de Ligue 1. Op vrijdag 18 mei 2017 werd de kampioenstitel in Ligue 2 behaald. De ploeg van trainer-coach Thierry Laurey ging als koploper de laatste speeldag in en werd dankzij een 2-1 zege op FC Bourg-Péronnas kampioen in de op een na hoogste divisie in Frankrijk.

## Erelijst
| Internationaal       |    |                        |
| UEFA Intertoto Cup   | 1x | 1995                   |
| Nationaal            |    |                        |
| Division 1           | 1x | 1979                   |
| Division 2 / Ligue 2 | 4x | 1972, 1977, 1988, 2017 |
| Championnat National | 1x | 2016                   |
| Coupe de France      | 3x | 1951, 1966, 2001       |
| Coupe de la Ligue    | 3x | 1997, 2005, 2019       |

## Eindklasseringen
- 1946 12e
Division Nationale
- 1947 3e
Division Nationale
- 1948 6e
Division Nationale
- 1949 17e
Division Nationale
- 1950 13e
Division Nationale
- 1951 9e
Division Nationale
- 1952 18e
Division Nationale
- 1953 3e
Division Interrégionale
- 1954 6e
Division Nationale
- 1955 4e
Division Nationale
- 1956 14e
Division Nationale
- 1957 17e
Division Nationale
- 1958 4e
Division Interrégionale
- 1959 11e
Division Nationale
- 1960 19e
Division Nationale
- 1961 4e
Division Interrégionale
- 1962 15e
Division Nationale
- 1963 14e
Division Nationale
- 1964 9e
Division Nationale
- 1965 5e
Division Nationale
- 1966 8e
Division Nationale
- 1967 12e
Division Nationale
- 1968 16e
Division Nationale
- 1969 13e
Division Nationale
- 1970 5e
Division Nationale
- 1971 18e
Division Nationale
- 1972 1e
Division Interrégionale
- 1973 16e
Division 1
- 1974 8e
Division 1
- 1975 9e
Division 1
- 1976 19e
Division 1
- 1977 1e
Division 2
- 1978 3e
Division 1
- 1979 1e
Division 1
- 1980 5e
Division 1
- 1981 7e
Division 1
- 1982 10e
Division 1
- 1983 13e
Division 1
- 1984 8e
Division 1
- 1985 16e
Division 1
- 1986 19e
Division 1
- 1987 9e
Division 2
- 1988 1e
Division 2
- 1989 18e
Division 1
- 1990 2e
Division 2
- 1991 2e
Division 2
- 1992 2e
Division 2
- 1993 8e
Division 1
- 1994 13e
Division 1
- 1995 10e
Division 1
- 1996 9e
Division 2
- 1997 9e
Division 1
- 1998 13e
Division 1
- 1999 12e
Division 1
- 2000 9e
Division 1
- 2001 18e
Division 1
- 2002 2e
Division 2
- 2003 13e
Ligue 1
- 2004 13e
Ligue 1
- 2005 11e
Ligue 1
- 2006 19e
Ligue 1
- 2007 3e
Ligue 2
- 2008 19e
Ligue 1
- 2009 4e
Ligue 2
- 2010 19e
Ligue 2
- 2011 4e
National
- 2012 1e
CFA2
- 2013 1e
CFA
- 2014 16e
National
- 2015 4e
National
- 2016 1e
National
- 2017 1e
Ligue 2
- 2018 15e
Ligue 1
- 2019 11e
Ligue 1
- 2020 11e
Ligue 1
- 2021 15e
Ligue 1
- 2022 6e
Ligue 1
- 2023 15e
Ligue 1
- 2024 13e
Ligue 1
- 2025 7e
Ligue 1

- Niveau 1
- Niveau 2
- Niveau 3
- Niveau 4
- Niveau 5

| Seizoen   | №  | Clubs | Divisie              | Duels | Winst | Gelijk | Verlies | Doelsaldo | Punten | Tsch   |
| --------- | -- | ----- | -------------------- | ----- | ----- | ------ | ------- | --------- | ------ | ------ |
| 2008–2009 | 4  | 20    | Ligue 2              | 38    | 18    | 11     | 9       | 57–45     | 65     | 14.193 |
| 2009–2010 | 19 | 20    | Ligue 2              | 38    | 19    | 15     | 14      | 42–49     | 42     | 11.329 |
| 2010–2011 | 4  | 21    | Championnat National | 40    | 20    | 17     | 3       | 56–27     | 77     | 6.166  |
| 2015–2016 | 1  | 18    | Championnat National | 34    | 15    | 13     | 6       | 35–19     | 58     | 15.317 |
| 2016–2017 | 1  | 20    | Ligue 2              | 38    | 19    | 10     | 9       | 63–47     | 67     | 16.430 |
| 2017–2018 | 15 | 20    | Ligue 1              | 38    | 9     | 11     | 18      | 44–67     | 38     | 24.064 |
| 2018–2019 | 11 | 20    | Ligue 1              | 38    | 11    | 16     | 11      | 58–48     | 49     | 25.175 |
| 2019–2020 | 11 | 20    | Ligue 1              | 27    | 11    | 5      | 11      | 32–32     | 38     | 24.906 |
| 2020–2021 | 15 | 20    | Ligue 1              | 38    | 11    | 9      | 18      | 49-58     | 42     | --     |
| 2021–2022 | 6  | 20    | Ligue 1              | 38    | 17    | 12     | 9       | 60-43     | 63     | --     |
| 2022–2023 | 15 | 20    | Ligue 1              | 38    | 9     | 13     | 16      | 51-59     | 40     | --     |
| 2023–2024 | 13 | 18    | Ligue 1              | 34    | 10    | 9      | 15      | 38-50     | 39     | --     |
| 2024–2025 | 7  | 18    | Ligue 1              | 34    | 16    | 9      | 9       | 56-44     | 57     | --     |

## In Europa
RC Strasbourg speelt sinds 1961 in diverse Europese competities. Hieronder staan de competities en in welke seizoenen de club deelnam:
- Europacup I (1x)

1979/80
- Europa League (1x)

2019/20
- Conference League (1x)

2025/26
- Europacup II (1x)

1966/67
- UEFA Cup (5x)

1978/79, 1995/96, 1997/98, 2001/02, 2005/06
- Intertoto Cup (3x)

1967, 1995, 1996
- Jaarbeursstedenbeker (3)

1961/62, 1964/65, 1965/66

## Bekende ex-spelers
Frankrijk
- José Cobos
- Olivier Dacourt
- Martin Djetou
- Youri Djorkaeff
- Raymond Domenech
- Jacky Duguépéroux
- Rémi Garde
- Albert Gemmrich
- Gilbert Gress
- Oscar Heisserer
- Valérien Ismaël
- Robert Jonquet
- Raymond Kaelbel
- Marc Keller

- Jean-François Larios
- Lucien Laurent
- Frank Lebœuf
- Peguy Luyindula
- Corentin Martins
- Lucien Muller
- Pascal Nouma
- François Remetter
- Olivier Rouyer
- Franck Sauzée
- Morgan Schneiderlin
- Didier Six
- Arsène Wenger

Overig
- Carlos Bianchi
- Frank Farina
- Thomas Allofs
- Oskar Rohr
- Wolfgang Rolff
- Arthur Boka
- Ivica Osim
- Godwin Okpara
- Mario Haas
- Ernst Stojaspal
- José Luis Chilavert

- Aleksandr Mostovoj
- Habib Beye
- Mamadou Niang
- Danijel Ljuboja
- Alexander Vencel
- Ivan Hašek
- Jan Suchopárek
- David Regis
- Seo Jung-won
- Alexander Farnerud
- Pontus Farnerud
- Baptiste Guillaume
- Christophe Kinet
- Matz Sels

## Records
- Grootste overwinning: 8-1 (tegen RC Paris, 1946/47) en 7-0 (tegen OGC Nice, 1962/64)
- Grootste verlies: 0-8 (tegen Limoges, 1959/60)
- Recordspeler: René Hauss (421 wedstrijden)

## Trainers sinds 1970
- Patrick Vieira (2023-…)
- Thierry Laurey (2016-2021)
- Jacky Duguépéroux (2014-2016)
- François Keller (2011-2014)
- Pascal Janin (2009-2010)
- Jean-Marc Furlan (2007-2009)
- Jean-Pierre Papin (mei 2006-2007)
- Jacky Duguépéroux (oktober 2004-mei 2006)
- Antoine Kombouaré (juli 2003-oktober 2004)
- Ivan Hašek (juli 2001-juni 2003)
- Yvon Pouliquen (december 2000-juni 2001)
- Claude Le Roy (november 1999-december 2000)
- Pierre Mankowski (januari 1998-november 1999)
- René Girard (januari 1998 [interim])
- Jacky Duguépéroux (maart 1995-januari 1998)
- Daniel Jeandupeux (1994-1995)
- Gilbert Gress (1991-1994)
- Léonard Specht (september 1989-1991)
- Albert Gemmrich (september 1989 [interim])
- Gérard Banide (september 1998-september 1999)
- Jean-Pierre Dogliani (1988)
- Henryk Kasperzak (1987-1988)
- Robert Herbin (september 1986-1987)
- Didier Six (september 1986 [interim])
- Francis Piasecki (december 1985-september 1986)
- Jean-Noël Huck (maart 1985-december 1986)
- Jürgen Sundermann (1983-1985)
- Roger Lemerre (december 1981-1983)
- Raymond Hild (1980-december 1981)
- Gilbert Gress (mei 1977-1980)
- Elek Schwartz (september 1976-mei 1977)
- Heinz Schilcher (juni 1976-september 1976)
- Paul Frantz (november 1975-mei 1976)
- Hennie Hollink (juni 1974-november 1975)
- Robert Domergue (november 1973-mei 1974)
- Casimir Nowotarski (juni 1971-november 1973)
- Paul Frantz (april 1971-mei 1971)
- Jelse Csaknady (februari 1971-april 1971)
- Paul Frantz (maart 1968-februari 1971)